# Telescoopvis
De telescoopvis (Dolichopteroides binocularis) is een straalvinnige vissensoort uit de familie van de hemelkijkers (Opisthoproctidae). De wetenschappelijke naam van de soort is voor het eerst geldig gepubliceerd in 1932 door Beebe als Dolichopteryx binocularis.

## Kenmerken
Deze erg broze diepzeevissen hebben sluierachtige borstvinnen, die meer dan de helft van de lichaamslengte in beslag nemen. Ze hebben vreemde, schuin naar boven wijzende, buisvormige ogen, die door hun vorm weinig zijdelings inkomend licht opvangen. Om deze handicap op te vangen, bevindt zich aan de zijkant nog een extra oog, inclusief netvlies en lens. Het verplaatsen van het dier naar het wateroppervlak zal het bijna zeker niet overleven door het drukverschil. Het lichaam is wit doorschijnend met aan de onderzijde 5 donkere vlekken. De lichaamslengte bedraagt 8,5 cm.

## Verspreiding en leefgebied
Deze soort komt wereldwijd voor in tropische en subtropische zeeën.